# Bujoru (okręg Hunedoara)
Bujoru – wieś w Rumunii, w okręgu Hunedoara, w gminie Dobra. W 2011 roku liczyła 83 mieszkańców.